# Univers de Final Fantasy VIII
Cette page présente les différents lieux et objets visibles, ainsi que des éléments de l'histoire du jeu Final Fantasy VIII.

## Géographie
Le monde de Final Fantasy VIII se répartit sur quatre continents, situés chacun à un point cardinal : Trabia au Nord, Galbadia à l'Ouest, Centra vers le Sud et Esthar à l'Est. Au centre se trouve la petite île de Balamb.
Les lieux sont triés dans l'ordre chronologique où on les découvre au cours de l'intrigue du jeu.

### Région de Balamb
Une petite île située au centre du planisphère. Balamb est une nation insulaire aux environnements naturels abondants et entourée d'une mer magnifique. L'île est bordée par une chaîne montagneuse, les Monts Gaulg, au Nord, et la Baie de Rinaul au Sud, là où se trouvent les plages. Lors de la guerre occulte, Balamb se détache du Saint-Empire de Dollet et a depuis demeuré calme, sans interventions inutiles dans les affaires des autres nations. Cette paix n'a pas changé à la suite de la création de la Balamb Garden University, douze ans avant le début de l'intrigue. Le pays a réussi à maintenir une santé financière modérée. L'une des caractéristiques de Balamb est l'architecture de la plupart des bâtiments comportant des lignes courbes avec un motif aérodynamique. Les maisons de Balamb City ont une taille uniforme, préservant de fait le paysage naturel. On y trouve la BGU, la mine de Soufre et Balamb City.
- BGU, aussi connue sous le nom de Balamb Garden University ; l'université militaire de Balamb est le point de départ de l'aventure de Squall Leonhart. Le but de la BGU est de former des SeeD, des mercenaires dont le véritable objectif est de tuer la prêtresse Edea Kramer. Lieu paisible, la conduite et le style vestimentaire sont laissés à la discrétion des élèves. En comptant le bureau du proviseur et la pièce du maître, l'université compte quatre niveaux. Au premier niveau se situent les dortoirs, la cafétéria – ce sont les deux lieux où les étudiants passent le plus de leur temps –, le campus, un parking, l'infirmerie et la bibliothèque. Une serre de combat, permettant aux élèves de s'entraîner contre des monstres, accessible 24h/24, est également présente. Au second niveau se situent les salles de classe, puis au troisième et dernier étage se trouve le bureau du directeur Cid, qui deviendra par la suite le poste de commandement de la BGU une fois son mécanisme de navigation réactivé.
- La Mine de Soufre, situé à l'est de l'île, est dangereuse par les monstres y demeurant et par la présence remarquable de larges coulées de lave en fusion. Lieu d'entraînement des étudiants et de passage de la première partie de l'examen pratique du SeeD. On y trouve la G-Force Ifrit.
- Balamb City est une ville située près de la mer à quelque pas de la BGU. Connectée aux restes du monde par une gare et un petit port. On y trouve la maison de Zell Dincht. La ville de Balamb est une destination touristique populaire, comme en témoigne la présence d'un couple de retraités galbadiens dans la gare. Celle-ci est reliée à une ligne chemin de fer transcontinentale, par le biais d'un tunnel sous-marin, jusqu'au continent occidental à des gares de la nation de Galbadia. La boutique de souvenirs accolée à la gare et l'hôtel fournissent une source de revenus importante pour la ville. Le port sert d'amarrage pour des navires généraux, mais aussi pour ceux de la BGU. Des pêcheurs sont présents sur le port de la ville, notamment des étudiants de la BGU, à la recherche d'un poisson aux écailles turquoises. Ce dernier se situe sur l'ensemble de la zone côtière de l'île et est considéré comme un mets savoureux et raffiné, c'est un des trois grands délices du monde[2]. La brise marine, chargée en sel, accentue la corrosion des métaux. Cela force le garagiste à faire un entretien minutieux de l'ensemble de ses voitures de location.

### Région de Galbadia
Le continent occidental, dit galbadien, est englobé en grande partie par la nation de Galbadia. Les principaux lieux sont la ville de Dollet, Deling City la capitale de Galbadia, les installations militaires de Galbadia que sont la prison militaire et la base de lancement de missiles, la faculté de Galbadia, la ville de Timber, le village de Winhill et la tombe du Roi inconnu.
- Dollet est un pays indépendant, autrefois une grand nation nommée Saint-Empire de Dollet, ce qu'il en reste est un petit duché. Il se situe à l'extrême Nord-Est du continent galbadien. En tant que gouvernement, c'est un parlement qui est en place. La capitale se compose principalement d'un quartier commercial dont un pub, d'une zone résidentielle vers la place du village avec son hôtel, d'un port et d'une plage nommée Zuma Beach. L'ensemble demeure sur une petite péninsule. Une chaîne montagneuse procure un rempart naturel pour la ville, rendant difficile les invasions. Les montagnes aux alentours de la ville sont joignables par un pont. La ville est accessible par la mer comme la terre. Dollet bénéficie d'un tourisme, notamment de jeunes adultes, grâce à son climat océanique chaud et de ses beaux paysages. La ville est une station balnéaire, son port est intéressant pour les armateurs, générant un revenu quotidien. Par contre, le délabrement du centre-ville a fait chuter les revenus des restaurants et établissements associés[3]. La tour émettrice au sommet des montagnes de la région est caractéristique du paysage de ce duché. Au début de l'intrigue du jeu, a tour est à l'abandon depuis 17 ans, date du début des interférences radio à échelle mondiale. Le coût de réparation est important pour sa remise en service. De nombreux monstres peuplent les alentours de la tour, ce qui rend imprudent pour ses habitants de s'y rendre. Dollet détient une petite infanterie inexpérimentée en guise d'armée. Comme elle ne peut gérer une offensive soudaine, une taxe a été mise en place aux citoyens pour payer les services de mercenariat du SeeD. Celle-ci compense le faible budget alloué à l'armée. C'est le lieu de la première mission de mercenariat pour l'examen du SeeD dans l'intrigue.
- Timber est une ville localisée au sud-est du continent. La ville est bordée d'une région boisée et à proximité se situe au nord le lac Obel. L'étymologie de la ville, Timber, provient de la déformation d'une dénomination des bois environnants. Due à son abondance de ressources naturelles, Timber a été la cible de la nation de Galbadia. Elle devient un territoire de Galbadia et est sous contrôle martial depuis 18 ans au moment de l'intrigue. D'ailleurs le blason de la ville est un mélange entre celui de Timber et celui de Galbadia. Avant l'occupation de la ville, de nombreux citoyens et résistants ont été pourchassés ou tués. De fait, il existe une hostilité contre Galbadia, ancrée dans la conscience locale, et beaucoup de ces citoyens appartiennent ou ont appartenu à des groupes de résistance. La gestion de ces entités minutieuses les ont forcés à la mise en sommeil de ce mouvement de résistance. Le développement de la ville a progressé pendant l'occupation militaire, aux dépens de la région boisée qui s'est réduite. La ville dispose de quatre gares — reliées à la ville de Balamb, de Deling, la station East Academy et à un moment donné à Esthar — cependant la paix troublée par la violence des soldats fait que les voyageurs ne restent pas longtemps. Ce manque de prospérité est due au mouvement continu d'indépendance des habitants face à l'ordre gouvernemental. Malgré la baisse de résistance et de ses moyens financiers, les résistants recherchent des financements et aides extérieurs pour leur quête d'indépendance. Pendant longtemps, les médias de masse ont reflété l'idéologie de la politique locale de Timber. La société Timber Maniacs, dont le siège est à Timber, a été le noyau de l'industrie de l'édition. Le journal est aussi connu mondialement pour les reportages menés par Laguna Loire. L'architecture de la ville mélange moderne et ancien. Les habitations et magasins sont faits entre autres avec de la pierre, alors que les immeubles comme la station de télévision ont une apparence futuriste. Le corps militaire de Timber a été dissout dès l'occupation galbadienne. L'armée régulière de Galbadia maintient l'ordre, cependant quelques soldats ayant la tenue de l'armée régulière de Timber gardent l'entrée de la ville.
- La Station East Academy est la gare ferroviaire entre Timber et Deling City. Elle mène à l'université de Galbadia. Les étudiants attendent les trains ou trainent dans la gare après les cours.
- La Fac de Galbadia (GGU ou G-Garden) se situe sur le plateau Monterosa, au nord du continent galbadien. C'est un état neutre et ne fait pas partie de la nation de Galbadia, même si elle reçoit de la pression de la part de Winzer Deling. Les relations avec l'empire de Galbadia sont toutefois très fortes[4]. Étant donné que les anciens élèves ont des postes importants au sein de la nation de Galbadia, de nombreux dons d'argent et d'armes sont faits par le pays à l'école. Celle-ci investit dans des installations. C'est la plus grande des trois facultés. Martine a le rôle de proviseur et de maître de l'école. La structure de Galbadia est circulaire, centrée sur le hall central. Les sections principales sont accessibles par des couloirs fermés qui font le tour du périmètre. Rentrer au sein de la faculté se fait sous un contrôle d'identité. Deux étages sont accessibles aux étudiants via des escaliers. Le troisième étage ne l'est seulement que par un ascenseur, actionnable par une carte. C'est la suite du proviseur. Les élèves peuvent accéder au troisième étage seulement sur convocation de Martine. Il n'y a pas d'entraînement de SeeD, la faculté se concentre sur les avancées technologiques. La GGU fonctionne comme une académie militaire pour la nation de Galbadia. Son règlement martial fait que le silence est maintenu au sein du campus, même le chuchotement est interdit. Les élèves doivent se présenter cinq minutes avant le début des cours au premier étage dans les salles de classes, en forme d'amphithéâtre. La Fac de Galbadia concentre son programme de formation sur l'aspect technologique des combats plutôt que la magie. Les uniformes sont la tenue standard, pendant les exercices des casques et maillots sont portés. La faculté a une patinoire où les activités liées, via les clubs, sont le hockey et le patinage artistique. Une des équipes de Hockey est composée de monstres Jason, des athlètes semi-humains, jouant pour l'équipe The Bears. Un terrain de sport, avec des courts de tennis et des terrains de basket, est aussi présent. Ces installations sportives reflètent l'intérêt de la GGU pour la promotion du sport. Irvine s'est entraîné et a vécu dans la GGU. Quistis y a pris des leçons brièvement. Elle a été construite 12 ans avant le début de l'intrigue, peu de temps après la BGU, sur le sommet d'une structure de Centra, ce qui lui permet de voler. Lors de la prise de pouvoir par Edea de Galbadia, la GGU est annexée et la faculté devient son vaisseau d'attache. Elle est déplacée sur le continent de Centra. Martine s'enfuit à Horizon et Seifer, chevalier de la prêtresse, prend le commandement du lieu.
- Deling City est la capitale de Galbadia. Winzer Deling, président à vie, habite dans cette ville. La ville est entourée de nuages, ce qui contribue à son ambiance nocturne, il y a seulement dix jours d'éclaircie par an. Le président, ancien gouverneur de la ville, l'a renommée à son nom une fois au pouvoir. L'architecture de la ville est d'inspiration classique du Paris haussmannien, comme en témoigne l'Arc de triomphe et ces nombreuses statues de pierre. La ville est structurée autour de son Arc de triomphe, où toutes les rues convergent vers le monument. Le réseau routier forme un anneau autour de la ville. Les transports en commun, des bus, sont gratuits et desservent en permanence plusieurs quartiers : le centre commercial, le manoir Caraway et la gare. C'est aussi le lieu de résidence de Fury Caraway. En moins de 20 ans, Winzer Deling a renforcé l'emprise de la nation galbadienne par la mise en place d'une dictature militaire. À Deling, cela se voit par la présence de l'armée dans l'ensemble de la ville, que ça soit dans les rues avec les barrages routiers et la venue des véhicules militaires, que dans les bâtiments notamment à l'hôtel où il y a de nombreux soldats. Le développement de l'industrie et des commerces prospère comme en témoigne la forte présence de commerces et de foules. L'ensemble des commerces appartiennent à l'état. La ville a été sous domination de la sorcière Edea, après le meurtre de Winzer Deling.
- Localisée au nord-est de Deling, sur la péninsule de Gotland, la Tombe du Roi inconnu est une sépulture antique abandonnée du dernier empereur du Saint-Empire de Dollet. La tombe est sans nom en raison d'une croyance ancienne, selon laquelle appeler un roi mort par son nom apporte malheur. La tombe est gardée par deux minotaures que sont la G-Force jumelle Taurus. Une statue à l'est de la tombe rend hommage à l'un des minotaures, Tauros. Des monstres peuplent aussi le lieu. Le tombeau est au milieu d'une jungle et entouré d'importants plans d'eau. La structure a été construit en pierre, de la mousse est présente due à la forte humidité du lieu. L'extérieur du tombeau est occupé par de nombreuses structures en ruine. L'entrée ressemble à une ancienne cour royale. Des inscriptions anciennes sont présentes sur les murs. Pour parvenir à la chambre centrale, une porte permettant de contrôler le débit d'eau doit être abaissée au nord, à l'ouest une roue à eau doit être actionnée afin d'abaisser le pont-levis central. Des forces magiques retiennent l'âme du roi dans son cercueil de pierre.
- Par la politique de répression menée par Galbadia, la Prison du désert, nommée aussi la prison D-district, a été construite. La prison du désert a été créée grâce à d'importantes taxes[3]. Elle se situe au centre du désert Dingo, au sud-ouest du continent galbadien. Sa structure lui permet de plonger sous terre grâce à un système de vis sans fin, ce qui permet d'éviter toute évasion. La prison a comme aspect extérieur une forme de trois flèches de forage reliés par des passerelles. Chaque flèche est composé de quatorze niveaux. À l'intérieur, une grue peut chercher les cellules de haute sécurité jusqu'au niveau supérieur (niveau zéro). Sur ce même niveau, une salle de torture est notamment présente, le support mural envoie des décharges électriques au prisonnier. Les cellules de populations générale, dans les quatorze niveaux inférieurs, détiennent des criminels de Galbadia, ne présentant pas de risques s'ils sont mêlés à d'autres prisonniers. Contrairement aux cellules de haute sécurité, qui sont amovibles, celles de la population générale sont fixes. La population carcérale est composée de prisonniers politiques dont des résistants de Timber. Ward a travaillé à cette prison en tant que gardien.
- Des infrastructures militaires sont présentes dont la Base de missiles longue portée au sud de Deling, dans les plaines galbadiennes. Elle est entourée d'un désert et cloisonnée par des murs en bétons, des hangars et bunkers l'a composent. Pour rentrer dans la base, il faut passer un contrôle d'identité via une guérite. Une barricade en béton amovible fait office de barrière. Le complexe souterrain comprend des salles d'opération et des hangars de stockage de missiles. Avec Esthar, c'est le seul pays à posséder ce genre d'arsenal de pointe. Bien que les ondes radio ne peuvent être utilisées sans interférences, le système de guidage des missiles a une grande précision, pouvant viser le continent de Trabia ou l'île de Balamb. Ces missiles intercontinentaux ont un système de verrouillage de cible. Cette possibilité d'attaquer sans sommation et à longue portée rend l'armée galbadienne dangereuse. Les soldats qui l'a compose sont capables d'utiliser la para-magie. Des uniformes de couleurs différencient les grades des militaires et leurs capacités: les soldats en bleu, les officiers en rouge. Un omniborg, un tank militaire sous l'appellation technique BGH251F2, est présent dans la base de missiles, avec d'autres véhicules militaires. C'est un puissant engin d'attaque, il résiste à l'explosion de missiles balistiques intercontinentaux.
- Winhill est un petit village pastoral et pittoresque isolé par une chaîne montagneuse au sud-ouest du continent de Galbadia. Il n'y a pas de route directe ou de voie ferroviaire reliant à d'autres localisations. Elle n'est accessible seulement par la mer ou les airs. Le village est entouré de champs vallonnés et plaines ouvertes. Winhill est structuré autour du manoir, avec une place centrale et des habitations accolées. Des champs séparent cette place avec le reste du centre-ville. L'architecture du village est d'inspiration ancienne anglaise. Le thème des fleurs est fort, comme le témoigne les champs fleuries, la boutique de fleurs et les nombreuses fleurs décorant Winhill. Le village se consacre à la culture de fleurs et la confections d'objets artisanaux de qualité[3]. L'isolation du village a été la préoccupation de ses fondateurs. Comme certains villageois ont perdu la vie en soignant  des soldats blessés, les personnes âgées considèrent les étrangers avec méfiance. La vie paisible de petit village ne sied guère à une bonne partie de la jeune population, celle-ci part à Deling City. Lors de la guerre occulte, les travailleurs ont été envoyés à la guerre ; la population est alors majoritairement formée de personnes âgées, de femmes et d'enfants. Par conséquent, les monstres ont envahi les rues de Winhill, rendant le village dangereux. L'armée d'Esthar a fait une incursion dans le village capturant des jeunes filles pour trouver une successeuse à Adel. Par la suite, l'armée galbadienne a monté la garde à Winhill, mais ne s'occupa pas du problème croissant de monstres, ayant pour objectif de surveiller l'armée d'Esthar. À la fin de la guerre, le village est de nouveau paisible et protégé. Le pub de la ville a de nouveau un propriétaire, ce qui n'est pas le cas de la maison des parents d'Ellone. Winhill est le lieu de naissance d'Ellone. C'est aussi le lieu de refuge de Laguna lors de ses voyages, où il rencontrera Raine. Une population de Chocobos entoure le village.

### Région de Trabia
Le pays est situé sur le continent septentrional. Peu de terres sont adaptées à la vie humaine à cause des nombreuses chaînes montagneuses et de la neige environnante. Le cratère de Trabia, à l'est, vers la frontière avec Esthar, est un lieu où la Larme sélénite est tombée jadis.
À cause de la température basse et donc des faibles rendements agricoles, la plupart des recherches se concentre autour de méthodes d'agriculture avancées.
Dans le cas où une guerre débute, les citoyens sont conscrits dans l'armée. La faculté de Trabia se soumet à des exercices préventifs. Il n'a jamais été nécessaire de rassembler l'armée nationale à son complet, du fait que la région soit éloignée des autres nations. Le pays a vécu de nombreuses années en paix, sans invasion étrangère, avant que celui-ci se fasse attaquer via le lancer de missile de Galbadia envers la faculté de Trabia.
- La Fac de Trabia est l'un des rares lieux habités de cette région. Réputée comme une grande faculté ayant le meilleur esprit d'école, les élèves font preuve d'un grand sens d'indépendance. La tenue gris clair des étudiants est différente des autres facultés. Durant les périodes de comportement problématique, les instructeurs font se tenir les élèves en rang et réciter la devise de l'école "prendre soin de soi-même". Due aux difficultés des responsables du conseil des étudiants de rédiger un règlement, l'apparence des choses est que ce sont souvent les jeunes générations qui sont aux commandes. Concernant le sport, le basketball est celui qui est le plus populaire, comme le montre le terrain présent au sein du campus, et les rallyes y sont tenus régulièrement[5]. De nombreux étudiants diplômés de la faculté deviennent soldats pour l'armée locale ou officiers entraînant les soldats. Des étudiants de Trabia viennent à la BGU passer l'examen SeeD, c'est d'ailleurs le cas de Selphie Tilmitt. La faculté fut grandement détruite par le lancement des missiles de Galbadia sur ordre d'Edea Kramer, en représailles de l'attentat raté contre elle à Deling City.
- Le village Shumi est un village se situant au nord du continent de Trabia. Il est peuplé de Shumi et de Moombas. Les derniers sont une des formes évoluée des Shumi, s'ils ne deviennent pas des anciens. C'est un village pacifique avec un style de vie paisible. En raison du climat rude, le village est souterrain et l'accès se fait par un ascenseur sous une serre. Grâce à l'exploitation minière, l'espace de vie se situe à 323 mètres en dessous du sol. Des marchands viennent parfois pour certaines pierres[6]. Le peuple de ce village vit en autarcie et n'est pas très sociable avec les autres races, avant l'arrivée par accident de Laguna Loire. Ce village est aussi caractérisé par la présence d'art et de sculpture, que ça soit par la statue en l'honneur de Laguna que par des modèles miniatures d'objet présents dans le monde créés par le Sculpteur et l'Artisan. Ce dernier est ami avec le mécanicien de la ville d'Horizon. Des échanges d'objets et de technologiques semblent avoir lieu entre les deux villes par l'intermédiaire de l'Artisan et du mécano. Norg, le fondateur de la BGU avec Cid, est un Shumi ; pour avoir quitté le village par appât du gain, il est considéré comme un paria.

### Région de Centra
Une civilisation est née à Centra il y a 4 000 ans. Les habitants de Centra ont ensuite immigré vers les autres continents et ont créé le Saint Empire de Dollet à l'ouest et Esthar à l'est. Le premier est avancé dans le domaine militaire, le second excelle dans le domaine scientifique. Une bonne partie des territoires des Centra était dans le sud, centre de la civilisation et de la culture. Ce centre fut détruit 80 ans avant le début de l'intrigue par une Larme Sélénite, une nuée de monstres venue de la lune. De ce fait, la région a été dévastée et le restant de Centra est tombé en ruine. Celle-ci se trouvait au milieu du continent, autour des actuelles ruines antiques. Au nord-ouest des ruines de Centra, se situe une large zone océanique, où est tombée la larme sélénite ayant dévasté le littoral environnant. Après la chute de la larme sélénite, le Saint-Empire de Dollet se divise en trois entités autonomes que sont Galbadia, Timber et Dollet. Les survivants de Centra, peu nombreux, sont partis du continent via des abris mobiles que sont actuellement les trois facultés de Balamb, Galbadia et Trabia.
Actuellement, presque personne ne visite Centra.
Il reste actuellement les ruines de Centra, mais aussi celle d'un orphelinat et un ancien site d'excavation.
- Le site d'excavation d'Esthar se situe au nord-ouest des ruines de Centra, au nord du golfe. Il s'agit d'un lieu choisi par l'armée d'Esthar durant la dernière guerre occulte pour excaver le Lunatic Pandora, qui est un pilier cristallin permettant de provoquer une larme sélénite. la position du Lunatic Pandora confirme que ce pilier cristallin est tombé en même-temps que la larme sélénite qui a détruit le continent de Centra.
- L'Orphelinat, également la maison d'Edea, a par le passé accueilli des enfants, qui plus tard se retrouveront dans les Garden University, est aujourd'hui désert et à l'abandon. La résidence en pierre blanche, présentant un style grec ancien avec ses colonnes à cannelures, est à proximité d'un phare. C'est un vestige de la civilisation de Centra. Elle se trouve sur le cap Bonne de Espérance, faisant partie de la péninsule Sud-Ouest du continent de Centra. C'est l'orphelinat où les héros ont élevé par leur gouvernante, Edea. Ils se sont retrouvés orphelins à la suite de la guerre occulte. La création des SeeD par Edea a conduit à l'abandon de l'orphelinat. Cid après avoir laissé la direction du SeeD à Squall reviendra dans la maison d'Edea, douze ans après son départ pour Balamb. Celle-ci le rejoindra, après avoir été dépossédé d'Ultimecia. Dans le futur d'Ultimecia, l'orphelinat sera totalement détruit et le sol asséché. La résidence d'Edea est composée d'une entrée, d'un pièce principale, de plusieurs chambres, d'une arrière-cour accolée à la plage. Un champ de fleurs entoure la résidence.
- Les Ruines de Centra sont  constitués à l'entrée d'une plateforme ronde avec de nombreux piliers usés, et d'une tour entourée d'un escalier ravagée depuis la chute de la dernière Larme Sélénite. Au sein de cette tour, il y a une salle de contrôle dans la partie supérieure, au dernier niveau de cette tour trône un bâtiment en forme de dôme gardé par une statue de pierre, il s'agit de la chambre du trône d'Odin. Sur la plateforme, à l'entrée des ruines, il y a une statue représentation le chevalier Zeifer et la sorcière à l'extérieur de la tour, que mentionne Laguna dans ses récits lors de ses reportages pour le Timber Maniacs[8].

### Région d'Esthar
Le continent oriental est aussi nommé le continent estharien, en référence à la nation présente. Les lieux présents sur ce continent sont la nation-ville d'Esthar et son aérodrome, la station ferroviaire de bord de mer ainsi que le grand lac salé à l'ouest, le laboratoire de Lunatic Pandora au nord, le Mausolée de la sorcière au centre, le Lunar Gate à l'ouest, et le Tears Point au sud.
- La station de train de bord de mer fait la jonction entre le continent oriental et la pont de Horizon. Elle se situe à quelques kilomètres du grand lac salé. l'architecture de la station est similaire à la station du désert de Dingo se situant dans la région de Galbadia. Elle est abandonnée lorsque Squall la traverse.
- Le grand lac salé est un ancien grand lac situé à l'ouest du continent situé entre deux montagnes. Il est actuellement asséché et les terres sont stériles. Cette altération est due aux expérimentation de la nation d'Esthar laissant de grands fossiles exposés, dont les ossements du mort-vivant Hornet. Une photo fait par le journaliste du Timber Maniacs, Laguna Loire, montre le lac rempli d'eau avec une ville proche du lac, ce qui n'est plus le cas lors du passage du groupe SeeD. À proximité du lac se trouve le système de camouflage optique d'Esthar (OCS[9]) permettant de dissimuler la ville aux yeux de tous. C'est aussi un point d'entrée caché de cette ville.
- La ville d'Esthar, porte le nom de la nation, et aussi la capitale. La ville est aussi surnommée "la silencieuse Esthar" par l'absence de communication avec les nations étrangères pendant 17 ans. Elle détient la meilleure technologie du monde. Cette absence de communication nourrit l'opinion que c'est pour empêcher une fuite technologique qui pourrait causer de nouveaux troubles internationaux. La véritable cause serait la charge de travail du président et le processus complexe pour présenter certaines informations au public[10]. En elle-même, la ville est gigantesque et s'étend sur plusieurs dizaines de kilomètres, même si la taille actuelle du territoire est inconnue. Il n'existe pas de ligne régulière de transport pour entrer au sein d'Esthar. La traversée du pont d'Horizon paraît la seule façon d'y arriver. C'est là que les férus de technologie se sont installés il y a de nombreuses années, avant d'y bâtir cet endroit devenu aujourd'hui mythique. La ville à une architecture futuriste, notamment par ses formes incurvées et translucides de différents coloris. Des élévateurs à plaque dans des tuyaux font office de transporteurs au sein de la ville. Celle-ci est méticuleusement nettoyée. Les habitants sont impliqués dans les affaires administratives, militaires, mais aussi dans la recherche technologique, magique et l'ingénierie mécanique. L'avancée technologique se voit par l'utilisation d'épées intégrant des fusils de chasse, ainsi que le port de combinaisons améliorées pour les soldats. Des soldats mécanisés soutiennent les unités de combat standard. De fait, la puissance militaire d'Esthar dépasse celle de Galbadia. Le centre commercial, à l'est de la ville, est peu peuplé - contrairement aux centres commerciaux des villes étrangères - à cause de l'utilisation d'ordinateur pour l'achat et la vente des marchandises. Par son utilisation quotidienne de techniques de pointe, Selphie rêve d'aller là-bas.
- La ville possède notamment un aérodrome hi-tech, et de nombreux accès ultra-rapides par voie terrestre.

### Espace
Esthar a construit une station orbitale satellite de la planète, pour surveiller la capsule cryogénique renfermant Adel, tenue à bonne distance de la planète.
La lune a également une place importante dans ce monde, puisqu'elle y est l'origine des monstres qui peuplent la planète. Ceux-ci rejoignent la planète périodiquement par la Larme Sélénite, provoquée par le Lunatic Pandora.
- La station orbitale est une création estharienne. L'objectif de ce lieu est d'observer la lune et de maintenir emprisonnée la sorcière Adel. L'emplacement de la cellule d'Adel se situe à l'endroit où la force gravitationnelle entre la lune et la terre s'équilibre, ce qui permet de maintenir en vol stationnaire la cellule. Des équipes se relaient tous les six mois. Le président d'Esthar vient aussi de temps en temps surveiller la sorcière Adel. L'accès à la base lunaire se fait via des capsules éjectées de Lunar Gate, une rampe de lancement, dans la région d'Esthar. Avant d'être arrimées à la station spatiale, les capsules sont ralenties par plusieurs filets de sécurités. Les personnes placées à l'intérieur de ces capsules sont mises en sommeil forcé, le temps de leur voyage. La station spatiale est constituée d'une salle de contrôle, d'une baie d'amarrage, une salle de préparation, de la suite d'Ellone, d'une salle d'embarquement, du laboratoire médicale et de quatre capsules de secours. La salle de contrôle de la station orbitale détient un des deux verrous de la cellule d'Adel, le second se situe dans la capsule d'emprisonnement elle-même.

### Océan
Certaines constructions peuplées, d'hommes ou non, en état ou à l'abandon, sont présentes sur l'océan. C'est le cas de la ville de Horizon et du laboratoire de Deep Sea.
- La ville de Horizon se trouve au milieu de la ligne de train désaffectée sur le pont allant du continent de Galbadia à celui d'Esthar. Elle a vu le jour grâce à des mécaniciens qui œuvraient pour la ville d'Esthar. Ils n'étaient pas satisfaits du développement d'Esthar et ont décidé de partir et construire une nouvelle ville, coupée du monde et gardant un système de vie originel. La plupart des résidents ayant participé à sa construction sont âgés. Les premiers résidents autochtones sont nés récemment. Il reste des vestiges de la gare ferroviaire au sein de la ville. La fonction de chef de gare était autrefois considérée comme la fonction la plus importante de la ville[11]. Le maire de la ville est le chef de gare. Entourée d'un immense océan, de la ville sont visibles les continents à l'est d'Esthar et à l'ouest de Galbadia. La ville étant petite, le nombre de résident est aussi réduit. Il est arrivé que des citoyens de Galbadia soient restés à Horizon alors qu'ils cherchaient à aller à Esthar. Des mécaniciens ont contribués à réparer la BGU. La ville est bordée par un climat chaud et peu fluctuant, reflétant l'atmosphère douce et ouverte de la ville. les bâtiments sont construits à partir de matériaux recyclés. Les habitations et magasins ont un aspect non fini. La ville utilise des ressources éoliennes et solaires pour s'alimenter. De nombreux résidants ont pour occupation la réparation et la construction. Ils mènent une vie paisible. Il n'y a pas d'arme et d'armée à Horizon, c'est contraire à l'idéologie du maire, qui se veut pacifique et réglant les conflits par la discussion.
- Le laboratoire de Deep Sea est un centre de recherches abandonné, construit sur une plate-forme au milieu de l'océan. Ce centre est découpé en trois parties : la plate-forme, le laboratoire sur sept niveaux sous-marins et les ruines, probablement un site de fouilles, sur le plancher océanique. La Guardian Force Bahamut se situe dans une cuve à l'entrée du laboratoire, protège celui-ci d'abord en questionnant les protagonistes – chaque mauvaise réponse renvoie le joueur à l'extérieur du laboratoire – puis en la combattant, permettant de l'obtenir par la même occasion. Les fondations mènent à un repaire de monstres très puissants, dont Monarch ainsi que la Guardian Force Orbital. Celle-ci peut être volée en combattant le monstre Monarch, dans les ruines sur le fond océanique. On ignore la nature des projets qui y étaient menés.

## Races et peuples
Les races suivantes apparaissent dans Final Fantasy VIII :
- Les Moomba ressemblent à des lions d’un mètre de haut, se tenant sur leurs pattes postérieures. Ils ont un pelage ardent et pointu sur tout le corps. Ils ne sont pas très doués pour parler. Ceux qui vivaient sur Esthar lors de la dictature d'Adel et à Galbadia étaient traités comme des esclaves. Ils sont un peu lâches, extrêmement prudents mais ont un sens aigu de la justice. Ils se souviennent du goût du sang de la personne, peuvent la reconnaître même si celle-ci a changé d'apparence physique.
- Le peuple des Shumi vit surtout dans le Village Shumi, sur l'île Winter au nord de Trabia. Ils mènent une vie isolée. Ces humanoïdes ont une peau jaune, de grandes mains allongées et des griffes en guise d’ongles. Très mystiques, ils évoluent selon leur choix, en Moomba ou en Ancêtre. Chacun s'intéresse à un en particulier et porte le nom de leur hobby. Le Shumi NORG est considéré comme un traître, car il a quitté le village pour faire fortune.

## Divers
Final Fantasy VIII contient divers objets et phénomènes qui se mêlent à l'intrigue du jeu :
- Le vaisseau spatial l'Hydre (nommé Ragnarök en anglais) est l'un des trois vaisseaux spatiaux de la nation d'Esthar. Il a servi à emmener la cellule de la sorcière Adel dans l'espace. Il est construit sur la base de l'ancienne légende le vaisseau dragon de Centra. Lors de l'intrigue principale, il s'agit du plus grand vaisseau avec les caractéristiques suivantes : Déplacement maximal : 3,450 t ; Longueur : 108 m ; Largeur : 77 m ; Hauteur : 54 m (au repos) / 65 m (en vol) ; Armement principal : Faisceau de particules chargées de 609 mm x 1 ; Armement secondaire : Lanceurs multi-canons de 152 mm x2 ; Système principal : Turbines de compression à 12 étages à modèle de réaction (propulsion de 22 500 kg) x2 ; Moteurs auxiliaires : Turbines de compression à 6 étages du modèle à réaction (2 480 kg de propulsion) x4 ; Vitesse maximale : 11,8 km/s[12].
- La larme sélénite est un phénomène ayant commencé il y a environ des dizaines de milliers d'années, dans lequel des monstres tombent de la lune sur la planète. La lune est le repaire des monstres. La larme sélénite est un phénomène similaire à l'attraction des marées, sous l'effet de la gravité. Lorsque la surface de la lune est saturée de monstres, alors le groupe se sépare et tombe sur la planète. Ils tombent tel des larmes provenant de la lune. La destruction causée par la chute des monstres ne suffit pas à enrayer une nation entière. L'écosystème de la planète, faune et flore, peut changer drastiquement, nombreuses sont les créatures ayant changé par le contact des monstres de la lune. Actuellement, la haute-technologie permet de prédire le lieu de chute d'une larme sélénite, cependant aucune méthode de contrôle parfaite n'a été mise au point. Pour cette raison, l'existence même du pilier cristallin, capable d'induire la larme sélénite, est dangereuse[13].

## Histoire
L'histoire du monde de Final Fantasy VIII est assez peu détaillée. Quelques scènes, souvent optionnelles, mentionnent des évènements importants. À cela, s'ajoute des sources secondaires comme le livre Final Fantasy VIII Ultimania, en japonais, qui apporte plus de précisions concernant l’univers du jeu. Des traductions anglaises sont disponibles.

### Cosmogonie: la Légende de Hyne, ou l'origine des sorcières
La cosmogonie de Final Fantasy VIII se construit autour d’un dieu nommé Hyne (ou Grand Hyne), mais aussi et surtout par le scénariste du jeu, Kazushige Nojima. Il inclut une histoire au sein du livre Final Fantasy VIII Ultimania, nommée Aru Hi no Gāden no Jugyō Fūkei (pouvant être traduit par une journée dans un cours de jardinage, en référence aux cours dispensés à la Balamb Garden University) qui complète la légende de Hyne.
Squall Leonhart peut connaître quelques bribes de cette légende grâce à la transmission orale, d’un vieil homme à Balamb à sa petite fille, et du livre intitulé la légende de Vascaroon, que conte une SeeD blanc à des enfants sur le bateau des SeeD Blanc à Centra. Cette tradition orale permute parfois le fait qu'il soit une divinité ou une personne, on lui attribue la création de l'humanité et de la première sorcière.

« À cette époque, la lumière n’était pas et tout étaient couvert par la nuit. Il y a eu un être nommé Hyne. Il créa le monde, se battit contre de nombreuses bêtes. Sa magie lui permis de gagner les batailles. Enfin, Hyne devint le maître du monde.
Il s’assit sur son trône. De là, il pouvait voir tout autour de lui. Cependant la localisation de son trône ne lui permettait pas de voir la mer de l’est, à cause d’une montagne. En raison de ses batailles, Hyne devint trop fatigué pour détruire la montagne, il eut besoin d’un outil pour la découper en morceaux. Alors il eut l’idée de la façon dont il fallait accomplir cette tâche. Un outil capable de fonctionner de lui-même, d’augmenter en nombre. Hyne les nomma êtres humains. Il y a eu des hommes et des femmes.  
Les humains augmentèrent en nombre pendant qu’ils découpèrent la montagne.
À la fin de leur tâche, ils demandèrent à Hyne ce qu’ils pouvaient faire ensuite. Toutefois, Hyne s’était endormi profondément dû à sa fatigue. Comme Ils ne pouvaient rien y faire, les êtres humains changèrent le monde à leur guise.
À son réveil, Hyne découvrit un paysage qui avait complètement changé et fut surpris par le nombre d’humains. Alors il décida de réduire le nombre d’hommes en enlevant et brûlant les êtres de petites tailles. Ceux-ci sont appelés enfants et étaient très importants pour les humains. Ils ont pleuré et protesté devant Hyne. Il leur dit que c’étaient des outils, et ces mots les énervèrent. Ils maudirent ces mots en les entendant.
Terrifiés, les hommes décidèrent de mener une rébellion contre Hyne. Celui-ci riposta avec sa magie. Malgré l’incapacité des êtres humains à utiliser de la magie, ils étaient nombreux et intelligents. Hyne commença à subir des défaites. Acculé, le dieu négocia aux hommes de disposer de la moitié de son corps et des pouvoirs de celui-ci. Les humains, à l’idée d’obtenir la moitié des pouvoirs du dieu, acceptèrent l’accord. 
Il tient sa promesse en découpant son corps en deux. La paix s’installa entre le dieu et les humains. puis Il s’enfuit avec l’autre partie.
Les hommes se querellèrent pour la première fois, se rassemblèrent en groupe et s’entretuèrent pour disposer de la puissance qu’offre cette moitié de corps de Hyne. Une longue bataille commença et des pays s’établirent à ce moment-là. Cette guerre dura des décennies.
Finalement, le clan du roi sombre Zebalga remporta cette guerre. Au sein d’une forêt, ils convinrent de commander le pouvoir de la moitié du corps de Hyne. Cependant, le corps ignora la demande de Zebalga.
Puis, le sage Vascaroon consulta le roi. Sa sagacité lui permit de connaître la réponse à ce problème. Il révéla que cette moitié de corps, corrompue, ne possédait pas de réel pouvoir. Cette moitié n’était composée que de peau. Lorsqu’ils entendirent cette explication, le clan de Zebalga, furieux de cette vérité, ont juré de détruire Hyne.
Cependant ils ne trouvèrent jamais l’autre moitié du dieu. Alors le peuple commença à l’appeler Hyne le magicien et a continué de le rechercher pendant des générations.
Il s’avère que la magie de Hyne ne pouvait être trouvée, car en raison des sentiments des gens, Hyne s’est dissimulé dans des corps, sous la forme de femmes, des personnes que l’on pensait devoir protéger. »

Une sorcière peut être appelée "descendante de Hyne" en signe de respect. La tradition des sorcières et la transmission de leur pouvoir de sorcière ont commencé par les légendes qui circulent autour de Hyne.

### Guerre Occulte
Quelques passages dans le jeu font mention de la dernière guerre occulte, opposant Galbadia à Esthar, qui a pris fin avec l'emprisonnement d'Adel, leader estharien, dans une capsule par Laguna Loire. Cette guerre fit de nombreux orphelins, dont les protagonistes du jeu.
Le continent de Centra est à l'époque du jeu dévasté, à la suite de la chute de la dernière Larme sélénite, un effondrement de monstres venus de la lune.